# Ryjoszowate

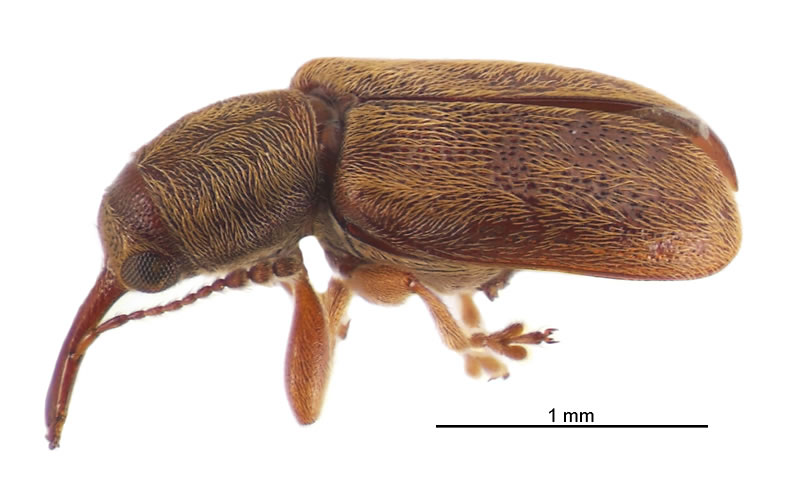
Rhinorhynchus rufulus z podrodziny Rhinorhynchinae

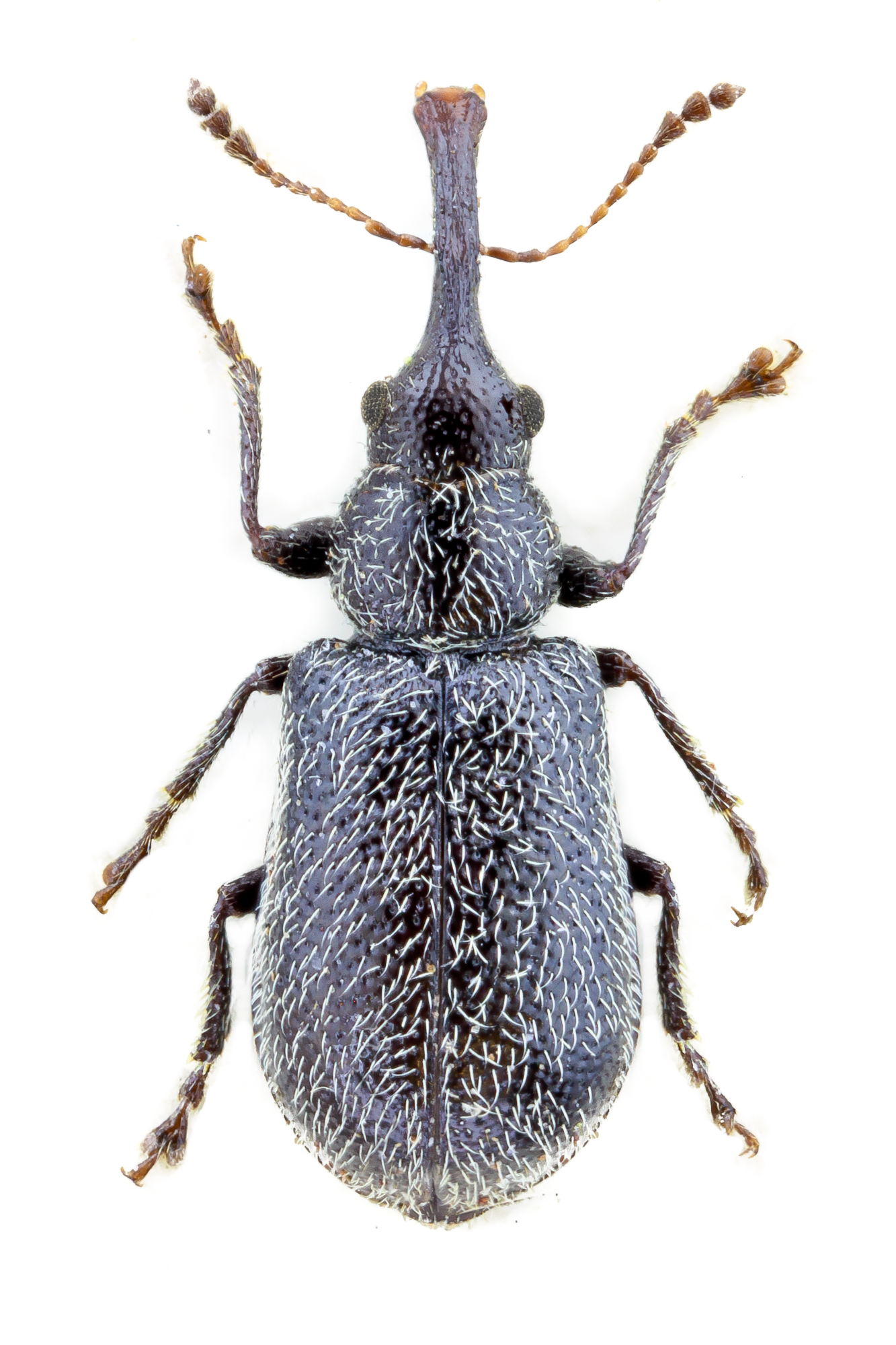
Doydirhynchus austriacus z podrodziny Cimberidinae

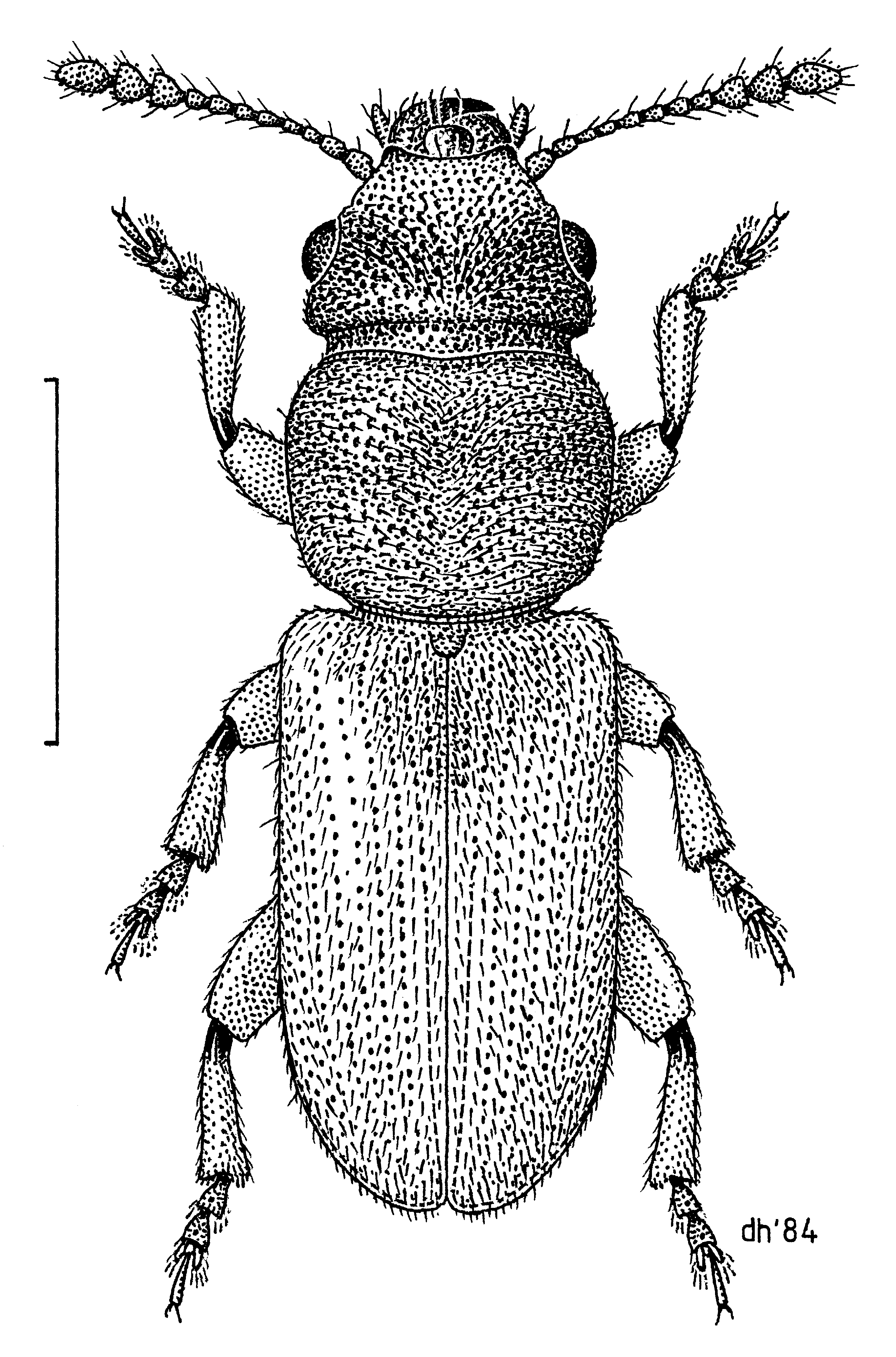
Bratrus mystes z podrodziny Rhinorhynchinae

Ryjoszowate (Nemonychidae) – rodzina chrząszczy z podrzędu wielożernych i nadrodziny ryjkowców. Obejmuje około 80 opisanych gatunków współczesnych i liczne wymarłe, zwłaszcza jurajskie. Fitofagi, zwykle monofagiczne, rzadko stenofagiczne. Larwy żerują na pyłku sosnowatych, araukariowatych, zastrzalinowatych i bukanowatych lub na torebkach nasiennych jaskrowatych. Współcześnie zamieszkują wszystkie krainy zoogeograficzne oprócz orientalnej i etiopskiej.

## Opis

### Owad dorosły
Chrząszcze o ciele długości od 2,5 do 6 mm, pokroju mniej lub bardziej wydłużonego, czasem nieco spłaszczonego. Ubarwienie mają od jasnobrunatnego przez ciemnobrunatne do czarnego, czasem z jaśniejszymi odnóżami. Ciało gęsto porasta przylegające lub półpodniesione owłosienie, w pomiędzy które często wmieszane są jeszcze włoski sterczące. Ryjek może być od krótkiego po wydłużony i od spłaszczonego po prawie walcowaty. Osadzone na nim dwunastoczłonowe czułki są proste, niezgięte kolankowato, złożone z krótkiego trzonka,  siedmioczłonowego funikulusa i smukłej, czteroczłonowej buławki o trzech początkowych członach luźnych. Szew wyraźnie oddziela wolną wargę górną od części nadustkowej ryjka. Szerokość głowy zwykle jest większa od jej długości. Oczy są wyłupiaste, równomiernie sklepione, zwykle duże i półkuliste. Głaszczki wargowe są trójczłonowe, a szczękowe czteroczłonowe i osadzone na krótkich dźwigaczach (palpiferach). Na spodzie głowy wyraźnie widoczne są odseparowane od siebie szwy gularne.
Przedplecze jest tak szerokie jak długie lub niewiele szersze niż dłuższe. Forma jego jest regularnie wysklepiona, po bokach zaokrąglona, często przewężona tuż za przednim brzegiem, a powierzchnia punktowana. Za przedpleczem wyraźnie widoczna jest owłosiona tarczka. Pokrywy mają boki równoległe lub zwężają się ku tyłowi. Powierzchnia ich jest nieregularnie punktowana i pozbawiona rzędów (rowków). Zwykle mają dobrze rozwinięte guzy barkowe. Endosternit zatułowia (uwewnętrznione zapiersie) ma rozdzielne przednie ścięgna. Odnóża są bieżne, o krótkich i trójkątnych krętarzach oraz jednej lub dwóch ostrogach na wierzchołkach goleni. Nierzadko przednie i środkowe golenie samców są u szczytu wygięte łukowato i do wewnątrz przedłużone w zębopodobne wyrostki. Pięcioczłonowe stopy mają zredukowane człony czwarte i wolne, niekiedy ząbkowane lub rozdwojone pazurki.
Odwłok z wierzchu jest w całości nakryty pokrywami. Na jego spodzie widocznych jest pięć wolnych sternitów (wentrytów). Mogą one przejawiać dymorfizm płciowy w sposobie owłosienia. U samców dziesiąty tergit jest zdesklerotyzowany i przekształcony w wyraźnie zaznaczony i pigmentowany, wąski łuk, co jest cechą wyróżniającą rodziny.

### Poczwarka
Poczwarki mają ciało smukłe, nieco zakrzywione, o gładkim oskórku. Głowę cechują czułki niezgięte kolankowato i osadzone na ryjku pod kątem prostym. Brak w nich trzonka. Występujące na ciele szczecinki są długie, smukłe i osadzone na niewielkich guzkach. Kolankowato zgięte szczecinki znaleźć można na udach w liczbie od dwóch do pięciu na każdym. Pierwotna pteroteka jest rowkowana i krótsza od wtórnej. Przetchlinki są bardzo drobnych rozmiarów.

### Larwa
Larwy są smukłe, białe, mięsiste, łukowato wygięte, o ciele długości poniżej 10 mm. Ich wgłębiona i z tyłu prawie ścięta głowa ma krótki szew koronalny i wąski szew czołowy. Apomorfiami rodziny są: wyciągnięcie czoła ku przodowi w pseudonadustek oraz obecność krawędzi żujących na żuwaczkach. Bardzo drobne czułki są jednoczłonowe. Oprócz pary oczu larwalnych w pozycji przedniej, występują po bokach głowy również 1–3 pary szczątkowych plamek ocznych. Na nadgębiu zawsze występuje proksymalna para ustawionych podłużnie szczecinek pośrodkowych. Głaszczki wargowe są dwuczłonowe, a szczękowe trójczłonowe.
Przetchlinki na tułowiu są okrągłe, ale tylko te na śródtułowiu są funkcjonalne, podczas gdy zatułowiowe mają formę szczątkową. U rodzaju Nemonyx występują odnóża trójczłonowe, u pozostałych są one zredukowane lub całkiem nieobecne. Układ pokarmowy cechuje się krótkim przedżołądkiem i wydłużonym żołądkiem przednim, ciągnącym się przez ¾ długości ciała. Występujące w liczbie czterech lub sześciu cewki Malpighiego mają fioletowe zabarwienie i często prześwitują przez oskórek.

## Biologia i ekologia
Larwy większości gatunków żerują na pyłku. Do obróbki jego ziarenek wykorzystują krawędzie żujące na powiększonych molach swych żuwaczek oraz silnie zesklerotyzowany i wklęśnięty do wewnątrz sklerom podgębia. Cimberindinae związane są z sosnowatymi, a Rhinorhynchinae z araukariowatymi (rodzaje araukaria i soplica), zastrzalinowatymi i bukanowatymi. Większość jest monofagami, a w plemieniu Rhynchitomacerini aż 11 gatunków żeruje tylko na pojedynczym gatunku bukana. Jedynymi znanymi stenofagami są przedstawiciele rodzaju Rhinorhynchus oraz Aragomacer leai. Nemonychinae z kolei są monofagami roślin z rodziny jaskrowatych. Obserwacje bionomii Nemonyx lepturoides wskazały, że larwy tego gatunku rozwijają się w torebkach nasiennych, bez związku z pyłkiem, natomiast na pyłku i nektarze rośliny żywicielskiej żerują osobniki dorosłe. Zimowanie i przepoczwarczenie gatunków europejskich następuje w glebie.

## Rozprzestrzenienie
Współcześnie przedstawiciele rodziny występują w Europie, palearktycznych częściach Azji i Afryki, w obu Amerykach oraz w krainie australijskiej, natomiast brak ich w krainie orientalnej i etiopskiej. Cimberindinae mają zasięg holarktyczny, Nemonychinae zachodniopalearktyczny, Rhinorhynchinae zasiedlają krainę neotropikalną i australijską, a Idiomacerinae są endemitami Nowej Kaledonii. W Polsce ryjoszowate reprezentowane są przez 3 gatunki: Cimberis attelaboides, Doydirhynchus austriacus i Nemonyx lepturoides.
Dawniej zasięg rodziny był większy. Zasiedlała ona Pangeę jeszcze przed jej podziałem na Laurazję i Gondwanę. 

## Taksonomia i ewolucja
Ryjoszowate są najprymitywniejszą rodziną ryjkowców. Pierwotnie umieszczane były w randze plemienia w obrębie kobielatkowatych, a do rangi osobnej rodziny wyniósł je jako pierwszy Robert Crowson w latach 50. XX wieku. Ich monofiletyzm jest dobrze wsparty przez cechy zarówno imagines jak i larw. W zapisie kopalnym znane są od przełomu jury środkowej i późnej. Do ryjoszowatych należy około połowy ryjkowców znanych z mezozoiku, przy czym skamieniałości z jury są znacznie liczniejsze niż z kredy. Przedstawiciele rodziny znani są również z eocenu. Współcześnie rodzina ta ma charakter reliktowy i reprezentowana jest przez 79 opisanych gatunków, zgrupowanych w 27 rodzajach oraz 4 podrodzinach.
Podział na taksony rangi rodzinowej przedstawia się następująco:
- †Aepyceratinae Poinar, Brown et Legalov, 2017
- †Brenthorrhininae Arnoldi, 1977
- Cimberindinae des Gozis, 1882
  - Cimberindini des Gozis, 1882
  - Doydirhynchini Pierce, 1916
- †Cretonemonychinae Gratshev & Legalov, 2009
- †Eobelinae Arnoldi, 1977
- Idiomacerinae Legalov, 2011
- Nemonychinae Bedel, 1882
  - Nemonychini Bedel, 1882
- †Paleocartinae
- Rhinorhynchinae Voss, 1922
  - Argentinomacerini Legalov, 2017
  - Mecomacerini Kuschel, 1994
    - Brarina Legalov, 2009
    - Bunyaeina Legalov, 2017
    - Mecomacerina Kuschel, 1994
    - Rhynchitoplesiina Legalov, 2011

  - Rhynchitomacerini May, 1993
  - Rhinorhynchini Voss, 1922
  - Zimmiellini Legalov, 2017